# Chiesa dell'Assunzione della Beata Vergine Maria (Castel d'Ario)
La chiesa dell'Assunzione della Beata Vergine Maria è la parrocchiale di Castel d'Ario, in provincia e diocesi di Mantova; fa parte del vicariato foraneo San Pio X.

## Storia
La prima citazione di un luogo di culto in paese, menzionato come plebs de Castellaro, risale al 1145 ed è contenuta in un elenco di chiese spettanti al vescovo di Verona.
A partire dal XVI secolo compaiono delle descrizioni della chiesa di Santa Maria: si componeva di un'unica navata ed era dotata di campanile e di fonte battesimale.
Grazie alla Constitutiones synodales del 1610 si conosce che la chiesa era sede di una vicaria foranea, che comprendeva, oltre alla capopieve, anche le parrocchie dei Santi Giovanni e Paolo di Bigarello, dei Santi Giacomo e Filippo di Pampuro e di Santo Stefano di Villagrossa.
Nel 1676 il vescovo Giovanni Lucido Cattaneo, durante la sua visita, trovò che la parrocchiale, in cui avevano sede le due società del Santissimo Sacramento e del Rosario, aveva come sussidiari due oratori.
Nell'estate del 1743 iniziò la costruzione della nuova parrocchiale, i cui lavori però procedettero a rilento e subirono numerose interruzioni, tanto che appena tra il 1751 e il 1753 l'antica chiesa poté essere demolita; l'edificio, disegnato dall'architetto Gerolamo dal Pozzo, venne terminato nel 1754.
Se inizialmente era stato conservato l'antico campanile, tra il 1768 e il 1773 ne venne eretto uno più alto, maggiormente proporzionato alla chiesa da pochi anni ultimata.
Nel biennio 1826-27 sia la parrocchiale che la torre furono interessate da un restauro; sempre nella prima metà dell'Ottocento il vicariato venne soppresso e unito a quello di Frassino, per poi essere ricostruito nel 1876 con le stesse parrocchie del 1610, alle quali si aggiunsero una decina di anni dopo anche quelle di Pradello e di Villimpenta.
Il pavimento della chiesa venne interessato da un rifacimento nel 1887 e nel 1902 si procedette a imbiancare e abbellire la chiesa; quest'ultima fu riparata e dotata dell'impianto elettrico nel 1932.
Con la riorganizzazione territoriale della diocesi, avvenuta nel 1967, il vicariato di Castel d'Ario venne soppresso la parrocchia entrò a far parte del vicariato della San Pio X.
Nel 1970, in ossequio alle usanze postconciliari, la chiesa fu dotata dell'altare rivolto verso l'assemblea, accanto al quale nel 1980 venne aggiunto anche l'ambone.
La parrocchiale e il campanile furono ritinteggiati nel 1983 e quattro anni dopo venne condotto un intervento di restauro; nel 2014 le volte della navata vennero rinforzate e consolidate.

## Descrizione

### Esterno
La facciata della chiesa, rivolta a sudest, è suddivisa da una cornice marcapiano aggettante in due registri, entrambi scanditi da lesene: quello inferiore, d'ordine tuscanico, presenta centralmente il portale d'ingresso timpanato, mentre quello superiore, in stile corinzio, è caratterizzato da una finestra a tutto sesto e coronato dal frontone triangolare.
Accanto alla parrocchiale è il campanile a base quadrata, suddiviso in più registri da cornici; la cella presenta su ogni lato una monofora ed è coronata dalla cupola poggiante sul tamburo circolare.

### Interno
L'interno dell'edificio si compone di un'unica navata, sulla quale si affacciano le cappelle laterali, introdotte da archi a tutto sesto, e le cui pareti sono scandite da lesene sorreggenti la trabeazione modanata sopra la quale si imposta la volta a botte; al termine dell'aula si sviluppa il presbiterio, rialzato di alcuni gradini, ospitante l'altare maggiore e chiuso dall'abside di forma semicircolare.
Qui sono conservate diverse opere di pregio, tra le quali le decorazioni eseguite dal veronese Giuseppe Resi, eseguite tra il 1937 e il 1938, e le tre pale che raffigurano rispettivamente l'Assunzione, la Presentazione e l'Annunciazione, dipinte da Gian Domenico Cignaroli.